# Jhon Espinoza
Jhon Jairo Espinoza Izquierdo, noto semplicemente come Jhon Espinoza (Guayaquil, 24 febbraio 1999), è un calciatore ecuadoriano, difensore del Kasımpaşa.

## Caratteristiche tecniche
È un terzino destro.

## Carriera

### Club
Ha giocato nella prima divisione ecuadoriana, in MLS e nella prima divisione svizzera.

### Nazionale
Con la nazionale Under-20 ecuadoriana ha preso parte al Sudamericano Under-20 2019 ed ai Mondiali Under-20 del medesimo anno.
Sempre nel 2019 ha anche giocato 2 partite con la nazionale maggiore ecuadoriana.